# ذيل (المسيمير)

تعديل مصدري - تعديل

ذيل هي إحدى قرى عزلة المسيمير بمديرية المسيمير التابعة لمحافظة لحج، بلغ تعداد سكانها 218 نسمة حسب تعداد اليمن لعام 2004.